# Шахта № 3-біс
ДВАТ «Шахта № 3-біс». Входить до ДХК «Торезантрацит». Розташована у міст Торез, Донецької області.
Історична шахта. Стала до ладу у 1914 р. з виробничою потужністю 60 тис.т на рік.
Фактичний видобуток 631/487 т/добу (1990/1999). У 2003 р. видобуто 37 тис.т.
Максимальна глибина 613/460 м (1990—1999).
Шахтне поле розкрите 3-а вертикальними стволами. Протяжність підземних виробок 65,6/53,4 км (1990/1999). У 1990/1999 розробляла відповідно пласти k4', k2
2 та k22, k2 потужністю 0,72-0,76/0,74-1,29 м, кути падіння до 4-9°.
Пласти загрозливі або небезпечні за раптовими викидами вугілля і газу. Кількість очисних вибоїв 3/3, підготовчих 6/4 (1990/1999). У 2002 р. розробляє 3 пласти k2
2, k2, k4' потужністю 0,55-1,3 м. Очисне обладнання: комбайн 1К101 з індивідуальним кріпленням.
Кількість працюючих: 1370/1264 осіб, в тому числі підземних 878/732 осіб (1990/1999).
Адреса: 86602, вул. Миру, м. Торез, Донецької обл.